# Majid Namjoo-Motlagh
Majid Namjoo-Motlagh (en persa: مجید نامجو مطلق‎; Teherán, Irán; 31 de mayo de 1966) es un exfutbolista y entrenador de fútbol de Irán que jugaba en la posición de centrocampista.

## Carrera

### Club
| Periodo   | Club                |
| --------- | ------------------- |
| 1982–1984 | Bank Melli FC       |
| 1984–1990 | Esteghlal FC        |
| 1990      | Al-Sadd SC          |
| 1991      | PAS Teherán FC      |
| 1991–1992 | Esteghlal FC        |
| 1992–1994 | Keshavarz FC        |
| 1994–1997 | Persepolis FC       |
| 1998      | Balestier Khalsa FC |
| 1998–2000 | Bargh Tehran FC     |

### Selección nacional
Debutó con Irán el 28 de mayo de 1986 en un partido amistoso ante China en Pekín. Jugó 45 partidos y anotó cuatro goles entre 1986 y 1997, ganó la medalla de oro en los Juegos Asiáticos de 1990 y participó en la Copa Asiática 1988.

### Entrenador
| Periodo   | Club                      |
| --------- | ------------------------- |
| 2006–2007 | Shahrdari Bandar Abbas FC |
| 2014–2015 | Aluminium Hormozgan FC    |
| 2015–2016 | Gol Gohar FC              |
| 2019      | Shahrdari Mahshahr FC     |
| 2020      | Esteghlal FC              |
| 2022      | Irán U20                  |

## Logros

### Club
- Asian Club Championship (1): 1990-91
- Iranian Football League (3): 1989-90, 1995-96, 1996-97
- Tehran Province League (2): 1985-86, 1991–92

### Selección nacional
- Asian Games Gold Medal (1): 1990

## Estadísticas

### Goles con selección nacional
| 1.      | 1-11-1989 | Al-Sadaqua Walsalam Stadium, Kuwait City, Kuwait | Yemen del Sur | 2–0 | Copa Paz y Amistad 1989                              |
| 2.      | 1-11-1989 | Al-Sadaqua Walsalam Stadium, Kuwait City, Kuwait | Yemen del Sur | 2–0 | Copa Paz y Amistad 1989                              |
| 3.      | 6-1-1993  | Azadi Stadium, Tehran, Irán                      | Pakistán      | 5–0 | Copa ECO 1993                                        |
| 4.      | 4-7-1993  | Damasco, Siria                                   | China Taipéi  | 6-0 | Clasificación para la Copa Mundial de Fútbol de 1994 |
| Fuente: |           |                                                  |               |     |                                                      |